# 手-手臂振動
手-手臂振動（英語：Hand-arm vibrations）又稱為局部振動，主要是在使用振動手工具時，振動經由緊握手工具的手傳遞至手-手臂系統，造成手-手臂振動症候群。

## 簡介
振動是指以其系統平衡位置為中心所做的往復運動，振動對人體的影響可分為全身振動與手-手臂振動。而手-手臂則是當手緊握振動手工具時振動能量將以波動型式，藉由固體介質從振動源傳遞至操作者的手及手臂系統甚至全身，而他的主要頻率在6.3~1250Hz間。而這些動力手工具包括：
1. 伐木工使用的鏈鋸
2. 鐵路砸道工使用的手持式砸道機
3. 鋼鐵機械工廠、鍋爐製造廠、汽機車裝配廠、電子工廠、造船廠及製鞋廠等勞工使用的氣動或電動手工具
4. 石作工、營造工及鑄造工使用的研磨機具
5. 機械廠或傢俱製造廠勞工、水電工使用的電動鑽孔機具
6. 營造工在建築物改建或整修時使用的混凝土破碎機
7. 郵差或業務送貨員使用的機車

## 規範

### 中華民國
根據職業安全衛生設施規則302條規定，雇主僱用勞工從事局部振動作業，應使勞工使用防振把手等之防振設備外，並應使勞工每日振動暴露時間不超過下表規定之時間：
| 每日容許暴露時間       | 水平及垂直各方向局部振動之最大加速度值(m/s2) |
| ---------------------- | -------------------------------------------- |
| 四小時以上，未滿八小時 | 4                                            |
| 二小時以上，未滿四小時 | 6                                            |
| 一小時以上，未滿二小時 | 8                                            |
| 未滿一小時             | 12                                           |

### ISO 5349:2001
ISO 5349:2001有明確的規範手-手臂振動的量測方式、及每天八小時建議暴露量，並且提供預測白指病發生機率的方式。

### 歐盟
歐盟於2002年提出勞工工作八小時振動暴露之行動閾值為2.5m/s2，當超過這個值以上時雇主須對從業勞工教育訓練使其了解振動的位害及負有減少勞工振動暴露的責任，而勞工每日工作八小時不能夠超出5.0m/s2的振動暴露閾值。

## 危害
手-手臂振動能量會經由手工具傳到手及手臂。長時間的暴露會導致（1）末梢循環障礙（2）末梢神經障礙（3）肌肉骨骼障礙；以上的障礙統稱手-手臂振動症候群。

## 延伸閱讀
- 振動作業危害預防手冊（pdf）
- 振動危害預防概要[永久]（pdf）